# Agrostophyllum leytense
Agrostophyllum leytense är en orkidéart som beskrevs av Oakes Ames. Agrostophyllum leytense ingår i släktet Agrostophyllum och familjen orkidéer. Inga underarter finns listade i Catalogue of Life.